# Université pontificale catholique de Campinas
L'université pontificale catholique de Campinas est une université catholique privée, sans but lucratif, située à Campinas dans l'État de São Paulo. Elle est sous la direction de l'archidiocèse de Campinas.

## Historique
Fondée en juin 1941, elle est devenue une université à part entière en 1955. Le titre d'université pontificale lui a été accordé par le pape Paul VI en 1972. L'université dispose de trois campus dans la ville.
L'université compte environ 20 000 étudiants de premier cycle et de cycles supérieurs et 2 500 enseignants.